# Ayabie
Ayabie är ett japanskt visual kei-band som bildades 2004. 

## Biografi
Bandet bildades av Ryōhei, Takehito och Intetsu som kort därpå rekryterade Aoi, som tidigare arbetat med band som MASK och Cynical. Senare rekryterades också Kenzo. Ryōhei lämnade bandet 2006 och ersättes av Yumehito från bandet Soroban. Deras första framträdande, 8 maj 2004, var gratis. Under konserten sålde de maxisinglarna "Heien no ato ame" och "Romancer", som bara trycktes i 1 000 exemplar. Intresset för bandet var redan stort, men blev ännu större när de gav sig ut på en mindre turné med Alice Nine. En tredje singel släpptes,  "Chousoi sou yori san rin", som toppade försäljningslistorna (och Oricon Indies). Den följdes senare upp med en fjärde, "Gothic Party".
Under 2006 turnerade Ayabie i Europa, de första spelningarna utomlands. Mottagandet var bra i såväl Frankrike, Tyskland som Finland. I november samma år släppte Ayabie sin andra fullängdare under namnet Virgin Snow Color. I början av 2007 gavs en ny Europaturné. 2006 grundades Ayabies fanclub – The impulse of M. 
Den 7 augusti 2010 tillkännagavs att bandet splittrats. Kenzo, Yumehito, Takehito och Intetsu hade lämnat Ayabie för att fortsätta som ett nytt band. Den 17 september släppte de hemsidan för det nya bandet och avslöjade det nya bandets namn, "AYABIE", skrivet med versaler och latinska bokstäver, för att inte blanda ihop det nya bandet med det gamla som skrivs med Japanska tecken.

## Bandmedlemmar
- Aoi (葵) - Sångare
- Takehito (タケヒト) - Gitarr
- Yumehito (夢人) - Gitarr
- Intetsu (インテツ) - Bas
- Kenzo (ケンゾ) - Trummor

### Tidigare medlemmar
- Ryōhei (涼平) - Gitarr